# 雞茸 (建甌)
鸡茸是建瓯的一道名菜，主要原料有猪瘦肉，鸡蛋，猪肚，地瓜粉，猪油。做法是瘦肉剁泥拌入鸡蛋，地瓜粉调水后入锅加热搅拌成浓而均匀的糊状物。之后，加入前面准备的肉泥和切成丝的猪肚，一边加热一边搅拌，煮熟后出锅调味。